# Cap-à-l'Aigle
Pour les articles homonymes, voir Aigle.
Cap-à-l'Aigle est un village compris dans le territoire La Malbaie, dans Charlevoix-Est, au Québec (Canada). Jadis constitué en municipalité, son territoire est fusionné avec celui de La Malbaie le 1er décembre 1999.

## Toponymie
Le nom « Cap-à-l'Aigle » réfère au cap à l'Aigle, entité naturelle s'avançant dans le fleuve Saint-Laurent.
En 1906, Pierre-Georges Roy attribue à Samuel De Champlain l'origine de la désignation, mais la Commission de toponymie conteste l'origine. Selon l'organisme, le nom de Cap-à-l'Aigle est attesté à l'écrit à partir de 1812 : Malcolm Fraser l'identifie dans son testament comme désignation alternative à celle de Mount Murray. Des titres de propriété reprennent le nom en 1822. Selon Continuité, le nom aurait été attribué par les navigateurs de l'époque du régime français.

## Géographie

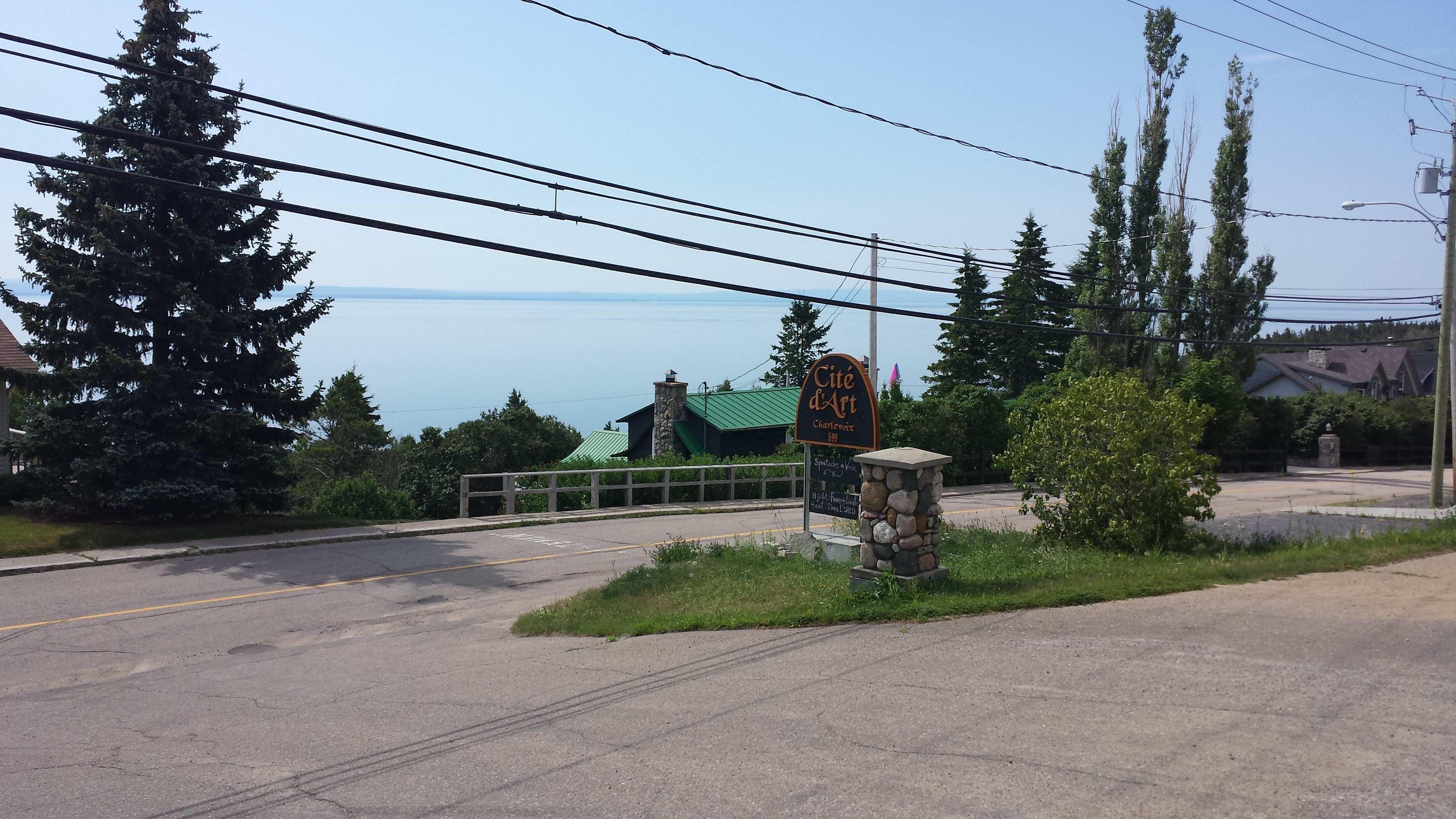
Panneau devant l'ancienne église catholique de Cap-à-l'Aigle (secteur de La Malbaie)

Cap-à-l'Aigle est un village situé à l'intérieur des limites de la ville de La Malbaie, dans Charlevoix-Est. Il est situé à environ 155 km à l'est de Québec et à 5 km du noyau urbain de La Malbaie.
Le village est implanté en surplomb du fleuve Saint-Laurent, sur sa rive nord-ouest, en aval de l'estuaire de la rivière Malbaie. Il est bordé à l'ouest par le secteur Rivière-Malbaie et au nord-est par Saint-Fidèle.
Le village a une topographie accidentée, accroché aux parois des Laurentides qui plongent dans le fleuve. Son altitude moyenne est de 152 m.

## Histoire
Avant l'arrivée des Européens, les Innus fréquentent les environs du Cap-à-l'Aigle pour y pêcher le béluga et la morue.

La seigneurie de La Malbaie est concédée pour la première fois en 1653, mais retourne au domaine du Roi en 1667. La colonisation débute près de cent ans plus tard, en 1762, alors le capitaine Malcolm Fraser se voit concéder la partie Est de La Malbaie, la seigneurie de Murray Bay. Les premières concessions sont octroyées à des paysans qui proviennent de l'île aux Coudres. En 1808, toutes les terres sont concédées. 

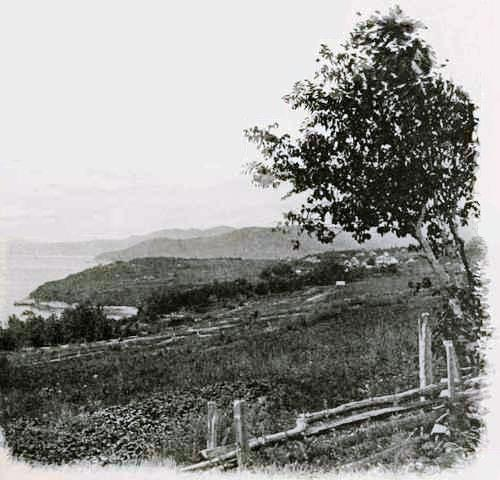
Cap-à-l'Aigle, à la fin du XIXe siècle
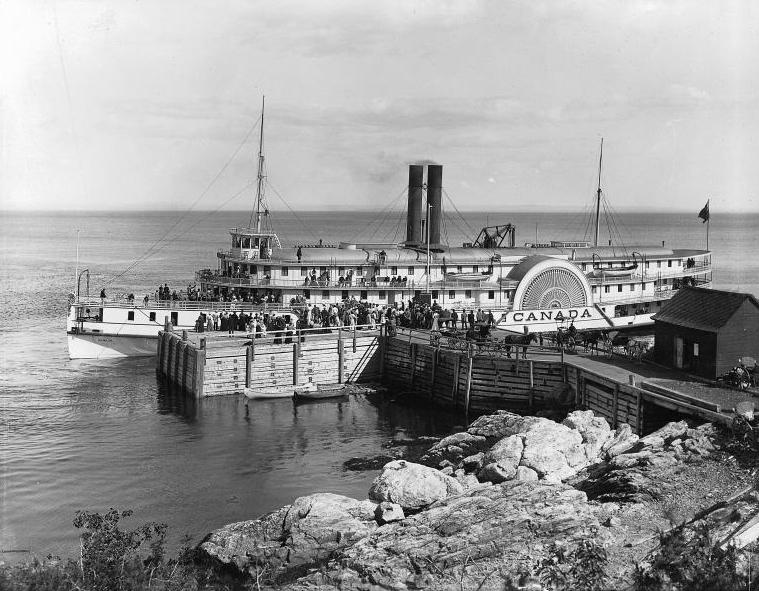
S.S. Canada, Cap-à-l'Aigle, vers 1895

Au xxe siècle, Cap-à-l'Aigle est un nœud important pour le transport maritime. En plus d'une liaison maritime qui le relie à Rivière-Ouelle, le village est fréquenté par des touristes anglophones originaires de Montréal, de l'Ontario et des États-Unis transportés par la Compagnie de navigation Ontario et Richelieu. Trois hôtels et plusieurs auberges et pensions ont accueilli ces visiteurs.
Une municipalité de village est érigée en 1916 par détachement de Saint-Étienne-de-La-Malbaie.
Une carrière est en exploitation à partir de 1925; une seconde ouvre en 1942.
En 1937, la Caisse populaire de Cap-à-l'Aigle est fondée.
En 1940, on compte 33 agriculteurs, qui parviennent à écouler leurs surplus de production grâce au tourisme.
Une paroisse est érigée en 1949 l'église est construite en 1951-1952. Un couvent s'implante au village et les écoles de rang sont fermées. Même, dès 1965, l'enseignement primaire est prodigué à La Malbaie et le village perd son école, bien que le cours classique y soit dispensé jusqu'en 1971.
Aussi en 1965 même année, Canada Steamship Lines met fin à ses activités de cabotage sur le Saint-Laurent : Cap-à-l'Aigle n'est plus desservi par aucune liaison maritime.
En 1988, on ne compte plus que 2 agriculteurs.

### Le port et la marina
De 2004 à 2014, le quai de Cap-à-l'Aigle, propriété du gouvernement du Canada, était inutilisé, lourdement endommagé par l'usure des vagues du fleuve Saint-Laurent. Les piétons et les pêcheurs d'éperlan étaient les seuls à pouvoir accéder au quai, qui sert partiellement de brise-lame à la marina voisine. À l'été 2014, les travaux d'enrochement du petit quai de Cap-à-l'Aigle visaient à préserver la structure du quai, mais le condamnait pour l'abordage de navires. Situé à seulement cinq kilomètres en amont sur le fleuve, le quai de Pointe-au-Pic a été retenu pour l'amarrage puisqu'il représentait les meilleures caractéristiques pour accueillir pour les navires de croisières et les navires marchands. En 2013, le gouvernement fédéral a cédé ses droits à la Société de gestion des infrastructures de transport de Charlevoix, propriétaire des quais de Cap-à-l'Aigle et de Pointe-au-Pic.

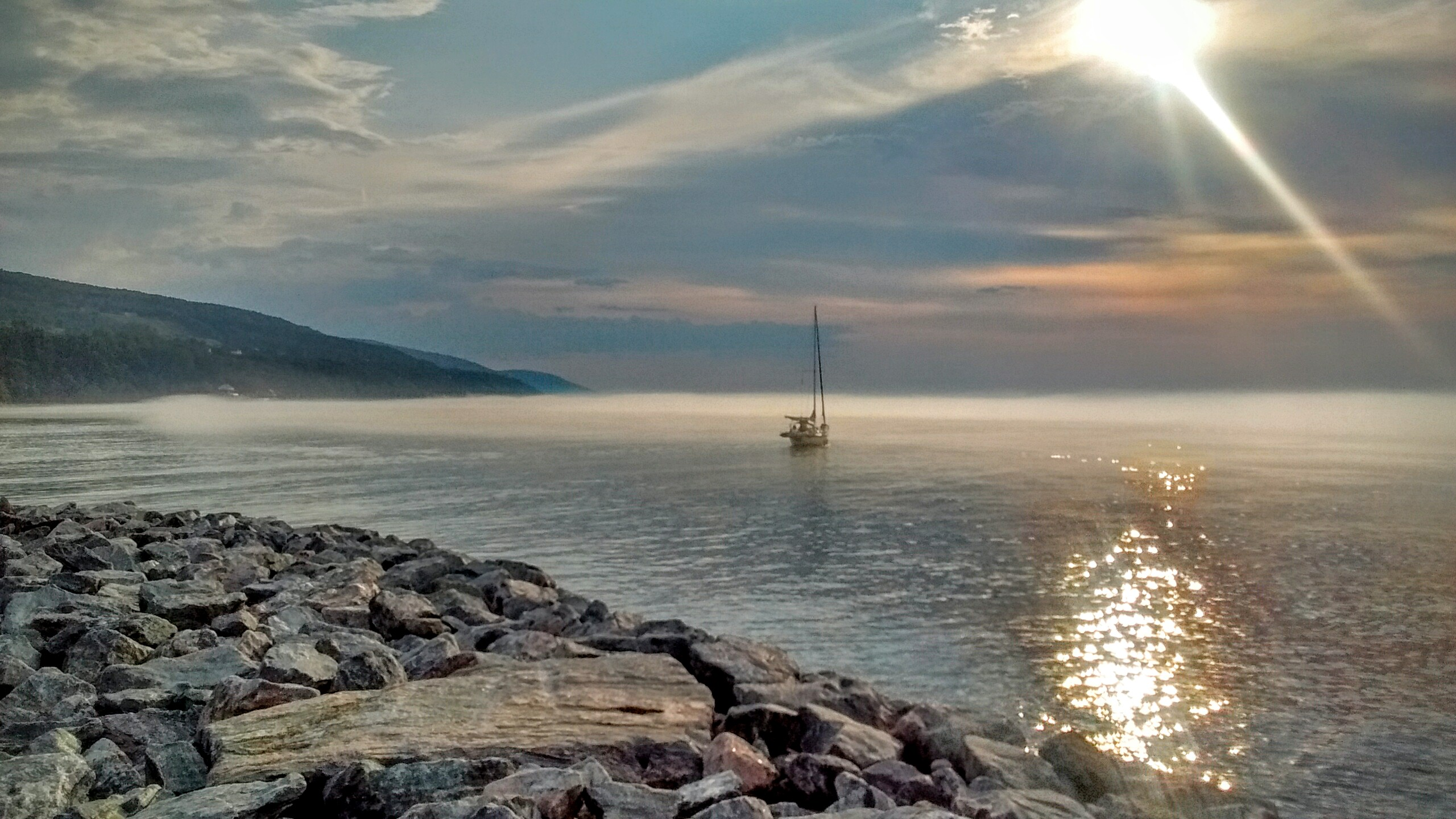
Voilier sur le fleuve Saint-Laurent près de Cap-à-l'Aigle.
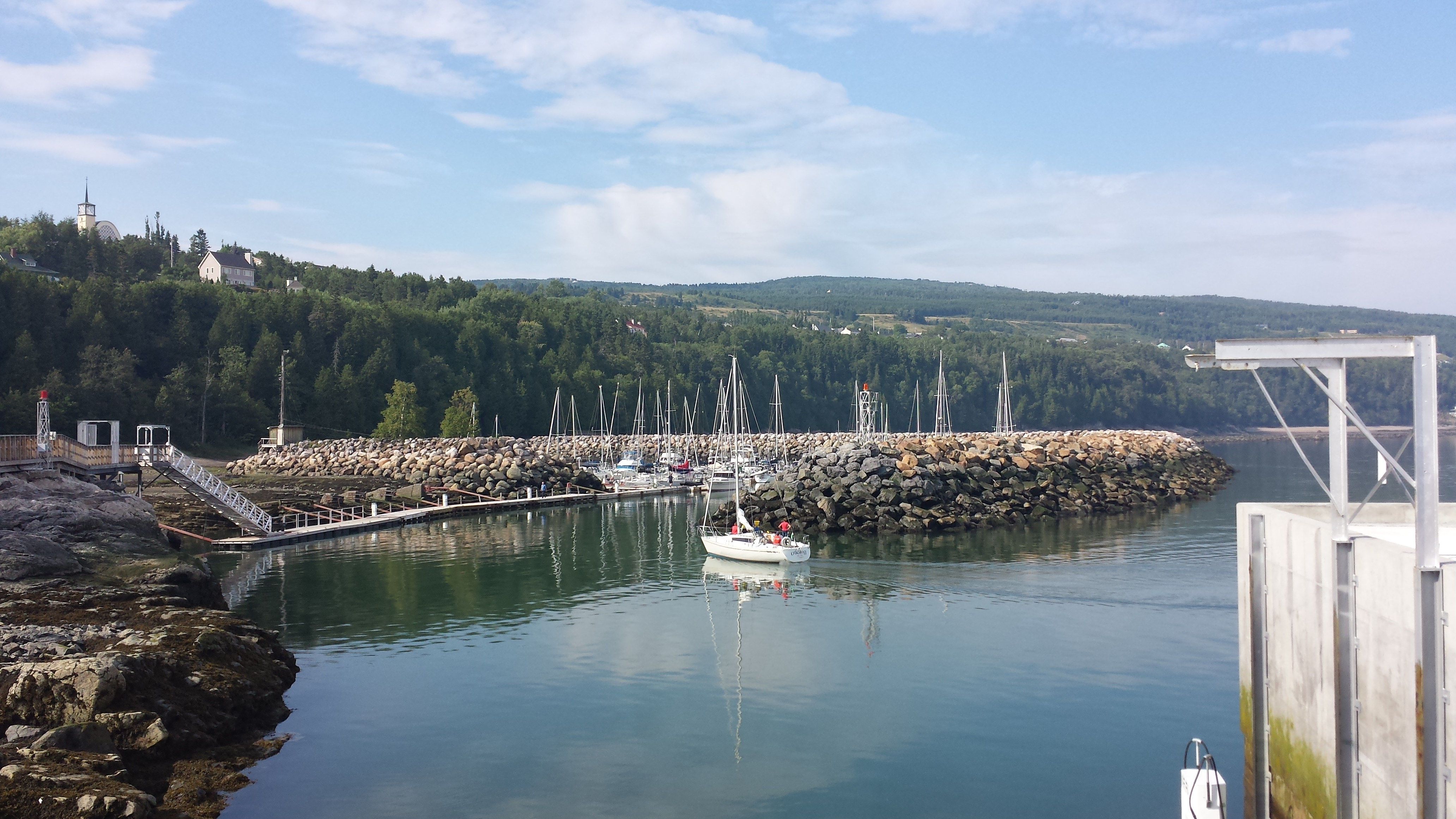
Entrée de la marina de Cap-à-l'Aigle.